# 森永ひよこ
森永 ひよこ（もりなが ひよこ、1990年8月8日 - ）は、日本の元AV女優。

## 略歴・人物
趣味・特技:料理、ストレッチ・新体操、水泳。
2009年、MOODYZからデビュー。2010年4月からパラダイステレビに出演し、可愛りん、三村紗枝と3人で無料エロ3D動画をネット配信するなどの活動を行っていた。
2011年3月2日、自身のブログで3月の撮影でAV女優を引退することを発表した。
現役時にはAV女優が接客をするキャバクラ「DOLL TOKYO」でホステスとしても勤務していた（2011年6月30日に勤務終了）。

## 出演作品

### アダルトビデオ
2009年
- このデカさ本物!!Hcup着エロ爆乳アイドルAVデビュー（7月13日、MOODYZ）
- Sex On The Beach 19（8月13日、MOODYZ）
- 96cmHcup 素晴らしいつり鐘型爆乳 HIYOKO（9月19日、OPPAI）
- 美爆乳専門店OPPAIパブへいらっしゃい!!(10月19日、OPPAI)
- スキだらけのおっぱいナース（11月19日、OPPAI）
- GIRL’S HIGH 05（11月20日、グレイズ）
- デリヘル嬢を犯して中出し（12月15日、隼エージェンシー）オムニバス作品

2010年
- Boin「森永ひよこ」Box（1月1日、ABC/妄想族）
- ギャル★ギャル★ギャル 2nd（1月7日、桃太郎映像出版）オムニバス作品
- スカウトナンパ2（1月19日、Mr.Inpact）
- 巨乳美少女学園（1月19日、YeLLOW）オムニバス作品
- ギャル顔騎だお。（1月21日、グローリークエスト）オムニバス作品
- 妹おっぱい （1月28日、ゲインコーポレーション）
- ボイン大好きしょう太くんのHなイタズラ（2月4日、グローリークエスト）
- JK擦りつけオナニー 2 角好き女子高生（2月5日、DIVA’ｓ）オムニバス作品
- 人間カーリング（2月18日、ディープス）オムニバス作品
- 超巨尻乱交（2月19日、YeLLOW）オムニバス作品
- ロケットおっぱい学園（2月19日、ROOKIE）
- スクール水着ローションパイズリ3（2月19日、YeLLOW）オムニバス作品
- 片手間手コキ（2月19日、OFFICE K's）オムニバス作品
- 露出が激しい美巨乳女の視界にフル勃起チ○ポを入れたら、めちゃくちゃ股間がウズクらしい 2（3月4日、ディープス）
- 性器のむくみもスッキリ解消！安らぎ系メイドさんのリフレクソロジーへようこそ（3月4日、イフリート）オムニバス作品
- ハイスクール角オナニー④（3月13日、アロマ企画）オムニバス作品
- 生意気ギャルに生中出し（3月25日、隼エージェンシー）オムニバス作品
- 軟体っ子 3魅惑のｉ字バランス（3月25日、アロマ企画）　オムニバス作品
- W痴女　濃厚ディープキス&ディープスロート（4月2日、OFFICE K's）
- 女子校生のディルドでオナニーおもいっきり見せてもらいました!!（4月2日、eX）オムニバス作品
- 巨乳ギャルレズレスリング!! vol.03（4月6日、GARCON）
- ノーブラミニスカちら見せハイスクール 2（4月13日、アロマ企画）
- 出戻りむっちり姉ちゃんに犯された僕 2 森永ひよこ（4月15日、グローリークエスト）
- 幼い爆乳娘達のセックス （5月1日、映天）オムニバス作品
- 巨乳の可愛い娘、ヤラシテください。「ひよこちゃんヤラシテ。」 森永ひよこ（5月7日、グレイズ）
- 気弱な僕はAVを見たがるクラスの女子が家に無理矢理来ても断れない…。しかもAVを見てHな気持ちになった女子が、僕の股間を触ってきても何も言えない。そう僕は彼氏ではなく、その場でヤラれるだけの男子。（5月13日 Hunter）オムニバス作品
- ザ・筆おろし 51（5月14日、クリスタル映像）オムニバス作品
- 着衣してても巨乳っぷりがスゴ過ぎる女 森永ひよこ（5月20日、グローリークエスト）
- 乳02系統 風俗バス ちちるんるん Hカップ96cm ひよこ（5月28日、チェリーズ）
- 手コキでベロちゅ～ 12（6月19日、イエロー）オムニバス作品
- ウブな女子店員にドッキリ企画 ハレンチ試着室 10（6月24日 アイエナジー）オムニバス作品
- マゾ乳 生中出し 森永ひよこ（7月27日、ゲインコーポレーション）
- 巨乳・爆乳 巨乳悪戯面接（8月20日、映天） オムニバス作品
- 綺麗な巨乳女医と新人爆乳ナース（9月17日、なでしこ）
- いとこの巨乳三姉妹の家に下宿することになった勃起してばかりの童貞の僕。（10月21日、ROCKET）
- 軟体っ子レズビアン ～魅惑のダブルi字バランス～（11月25日、アロマ企画）
- 某アダルトメーカー人事部の諸事情（11月26日、WEEKENDER）

2011年
- キレイな女と制服着たまま風呂（1月19日、ゑびすさん）
- 巨乳・爆乳 爆乳専門ドクターのおっぱい乳首感度診察（2月4日、BoinBB）
- 露天混浴温泉郷 3 森永ひよこ、桃咲まなみ（2月17日、グローリークエスト）
- 見せたがる痴女達の極上フェラ（2月17日、GLORY QUEST）
- 巨乳・爆乳 デカパイ娘の乳揺れむしゃぶりフェラ（4月1日、BoinBB）
- 巨乳JK教室悪戯ワイセツ（5月2日、JKF）
- 貝盗ロワイヤる! 〜誰でもボタン一つで他人の女を寝盗りホーダイ!〜（5月7日、A TO M）
- 爆裂巨乳ギャルレズキャットファイトカーニバル!! VOL.02（5月7日、GARCON）
- パイズリ挟射2（7月15日、BoinBB）
- ご奉仕が大好きな巨乳たち（7月22日、max）
- こだわりの手コキ 4時間SP 35人のハンドメイド 20（8月25日、HAYABUSA）
- クソ生意気なギャルを拉致して感電させる…電極ギャル閃光FUCK!! Vol.02 (10月6日、GARCON)
- 水中 女体 水の中マニア 「オナニー･フェラ･レズキス､水中遊戯」（10月18日、ラマニア）

2012年
- 100％S級巨乳!!!「包み込んだら射精するまで離さないっ」おっぱい中出し?!（1月7日、GLAY’z IMPACT）
- 変態美女の濃厚接吻レズ2 13組（5月1日、ゑびすさん）
- 指高速ピストン マン汁垂れオナニー（5月19日、ゑびすさん）
- 96cmHカップ超敏感 爆乳中出しフルコース（5月19日、Cream Pie）
- 鼻しゃぶり犯しあうレズ 9組（8月1日、ゑびすさん）
- 爆乳痴女手コキ（8月18日、BoinBB）

### イメージ作品
- 女神の限界（2009年5月25日、コンセント）
- 爆乳学園 ダッチワイフと遊ぼう! Hcup ミクちゃん（Rock Lyard）
- オッパイ学園 Hcup ミクちゃん（オルスタックピクチャーズ）

### グラビア
- 週刊大衆2009年10月19日号、『AV界の未来はこの娘たちの双肩に! スーパー新人3人ヌード競艶』9-10頁。
- 週刊実話2010年5月6日号、『ココロとカラダが交わり合う…交差点 東京美女』15-18頁。

## メディア

### CSテレビ
スカパー！
- パラダイステレビ 東京女子アナ商会 女子アナウンサー役でレギュラー出演（2010年4月～2010年10月）